# Бояровка (Пензенская область)
Боя́ровка — село в Башмаковском районе Пензенской области России. Входит в состав Бояровского сельсовета.

## Население
| 1862 | 1881 | 1897 | 1913 | 1926 | 1934 | 1959 |
| ---- | ---- | ---- | ---- | ---- | ---- | ---- |
| 358  | ↗437 | ↗442 | ↗477 | ↗496 | ↗537 | ↘429 |
| 1979 | 1989 | 1996 | 2002 | 2010 |      |      |
| ↘300 | ↘210 | ↗231 | ↘157 | ↘101 |      |      |

## История
Основано во второй половине XVIII века в нарышкинской вотчине Громовской волости Моршанского уезда. До отмены крепостного права жители деревни Боярская принадлежали Э. Д. Нарышкину. В 1934 году село становится центральной усадьбой колхоза «Красное знамя», а также центром сельсовета. С 1980-х годов — отделение совхоза «Вперёд».

## Улицы
- ул. Новая,
- ул. Садовая,
- ул. Центральная.

## Известные уроженцы
- Лидин, Валерий Кузьмич (род. 1955) — российский политический деятель.